# 19. ročník udílení Cen Sdružení filmových a televizních herců
19. ročník udílení Cen Sdružení filmových a televizních herců se konal 27. ledna 2013. Ocenění se předalo nejlepším filmovým a televizním vystoupením v roce 2012. Nominace byly oznámeny 12. prosince 2012. Ceremoniál vysílaly stanice TNT a TBS.

## Vítězové a nominovaní

### Film
| Nejlepší mužský herecký výkon v hlavní roli | Nejlepší ženský herecký výkon v hlavní roli |
| --- | --- |
| - Daniel Day-Lewis – Lincoln - Bradley Cooper – Terapie láskou - John Hawkes – Sezení - Hugh Jackman – Bídnicí - Denzel Washington – Let | - Jennifer Lawrenceová – Terapie láskou - Jessica Chastainová – 30 minut po půlnoci - Marion Cotillard – Na dřeň - Helen Mirrenová – Hitchcock - Naomi Wattsová – Nic nás nerozdělí |
| Nejlepší mužský herecký výkon ve vedlejší roli | Nejlepší ženský herecký výkon ve vedlejší roli |
| - Tommy Lee Jones – Lincoln - Alan Arkin – Argo - Javier Bardem – Skyfall - Robert De Niro – Terapie láskou - Philip Seymour Hoffman – Mistr | - Anne Hathawayová – Bídníci - Sally Fieldová – Lincoln - Helen Hunt – Sezení - Nicole Kidman – Reportér - Maggie Smith – Báječný hotel Marigold                                    |
| Nejlepší obsazení ve filmu | |
| - Argo – Ben Affleck, Alan Arkin, Kerry Bishé, Kyle Chandler, Rory Cochrane, Bryan Cranston, Christopher Denham, Tate Donovan, Clea DuVall, Victor Garber, John Goodman, Scoot McNairy a Chris Messina - Báječný hotel Marigold – Judi Dench, Celia Imrie, Bill Nighy, Dev Patel, Ronald Pickup, Maggie Smith, Tom Wilkinson a Penelope Wilton - Bídníci – Isabelle Allen, Samantha Barks, Sacha Baron Cohen, Helena Bonham Carter, Russell Crowe, Anne Hathawayová, Daniel Huttlestone, Hugh Jackman, Eddie Redmayne, Amanda Seyfriedová, Aaron Tveit a Colm Wilkinson - Lincoln – David Costabile, Daniel Day-Lewis, Sally Fieldová, Joseph Gordon-Levitt, Hal Holbrook, Tommy Lee Jones, James Spader a David Strathairn - Terapie láskou – Bradley Cooper, Robert De Niro, Anupam Kher, Jennifer Lawrenceová, Chris Tucker a Jacki Weaver | |
| Nejlepší výkon kaskaderského souboru ve filmu | |
| - Skyfall - Amazing Spider-Man - Bourneův odkaz - Temný rytíř povstal - Bídníci | |

### Televize
| Nejlepší mužský herecký výkon v seriálu (drama) | Nejlepší ženský herecký výkon v seriálu (drama) |
| --- | --- |
| - Bryan Cranston – Perníkový táta jako Walter White - Steve Buscemi – Impérium – Mafie v Atlantic City jako Nucky Thompson - Jeff Daniels – Newsroom jako Will McAvoy - Jon Hamm – Šílenci z Manhattanu jako Don Draper - Damian Lewis – Ve jménu vlasti jako Nicholas Brody | - Claire Danesová – Ve jménu vlasti jako Carrie Mathison - Michelle Dockeryová – Panství Downton jako Mary Crawley - Maggie Smithová – Panství Downton jako Violet - Julianna Margulies – Dobrá manželka jako Alicia Florrick - Jessica Lange – American Horror Story jako Fiona Goode           |
| Nejlepší mužský herecký výkon v seriálu (komedie) | Nejlepší ženský herecký výkon v seriálu (komedie) |
| - Alec Baldwin – Studio 30 Rock jako Jack Donaghy - Ty Burrell – Taková moderní rodinka jako Phil Dunphy - Louis C.K. – Rozvedený se závazky jako Louie - Jim Parsons – Teorie velkého třesku jako Dr. Sheldon Cooper - Eric Stonestreet – Taková moderní rodinka jako Cameron Tucker | - Tina Fey – Studio 30 Rock jako Liz Lemon - Amy Poehlerová – Parks and Recreation jako Leslie Knope - Edie Falco – Sestička Jackie jako Jackie Peyton - Sofía Vergara – Taková moderní rodinka jako Gloria Delgado-Pritchett - Betty Whiteová – Nouzové přistání jako Elka Ostrovsky            |
| Nejlepší mužský herecký výkon v minisérii nebo TV filmu | Nejlepší ženský herecký výkon v minisérii nebo TV filmu |
| - Kevin Costner – Hatfieldovi a McCoyovi jako Anse Hatfiel - Woody Harrelson – Prezidentské volby jako Steve Schmidt - Ed Harris – Prezidentské volby jako John McCain - Clive Owen – Hemingway a Gellhornová jako Ernest Hemingway - Bill Paxton – Hatfieldovi a McCoyovi jako Randolph McCoy | - Julianne Moore – Prezidentské volby jako Sarah Palin - Nicole Kidmanová – Hemingway a Gellhornová jako Martha Gellhornová - Charlotte Rampling – Restless jako Eva Delectorskaya - Sigourney Weaver – Politická hra jako Elaine Barrish Hammond - Alfre Woodard – Ocelové magnólie jako Ouiser |
| Nejlepší obsazení (drama) | |
| - Panství Downton – Hugh Bonneville, Zoe Boyle, Laura Carmichael, Jim Carter, Jim Carter, Brendan Coyle, Michelle Dockeryová, Jessica Brown Findlay, Siobhan Finneran, Joanne Froggatt, Iain Glen, Thomas Howes, Rob James-Collier, Allen Leech, Phyllis Logan, Elizabeth McGovern, Sophie McShera, Lesley Nicol, Amy Nuttall, David Robb, Maggie Smithová, Dan Stevens a Penelope Wilton - Perníkový táta – Jonathan Banks, Betsy Brandt, Bryan Cranston, Laura Fraser, Anna Gunn, RJ Mitte, Dean Norris, Bob Odenkirk, Aaron Paul, Jesse Plemons a Steven Michael Quezada - Impérium – Mafie v Atlantic City – Steve Buscemi, Chris Caldovino, Bobby Cannavale, Meg Chambers Steedle, Charlie Cox, Jack Huston, Patrick Kennedy, Anthony Laciura, Kelly Macdonaldová, Gretchen Mol, Vincent Piazza, Paul Sparks, Michael Stuhlbarg, Shea Whigham a Anatol Yusef - Ve jménu vlasti – Morena Baccarin, Thimothée Chalamet, Claire Danesová, Rupert Friend, David Harewood, Diego Klattenhoff, Damian Lewis, David Marciano, Navid Negahban, Jackson Pace, Mandy Patinkin, Zuleikha Robinson, Morgan Saylor a Jamey Sheridan - Šílenci z Manhattanu – Ben Feldman, Jay R. Ferguson, Jon Hamm, Jared Harris, Christina Hendricks, Vincent Kartheiser, Robert Morse, Elisabeth Mossová, Jessica Paré, Teyonah Parris, Kiernan Shipka, John Slattery, Rich Sommer a Aaron Staton | |
| Nejlepší obsazení (komedie) | |
| - Taková moderní rodinka – Aubrey Anderson-Emmons, Julie Bowen, Ty Burrell, Jesse Tyler Ferguson, Nolan Gould, Sarah Hyland, Ed O'Neill, Rico Rodriguez, Eric Stonestreet, Sofía Vergara a Ariel Winterová - Studio 30 Rock – Scott Adsit, Alec Baldwin, Tina Fey, Judah Friedlander, Jane Krakowski, Jack McBrayer, Tracy Morgan a Keith Powell - Teorie velkého třesku – Mayim Bialik, Kaley Cuoco, Johnny Galecki, Simon Helberg, Kunal Nayyar, Jim Parsons, Melissa Rauch, Kevin Sussman - Glee – Dianna Agron, Chris Colfer, Darren Criss, Samuel Larsen, Vanessa Lengies, Jane Lynch, Jayma Mays, Kevin McHale, Lea Michele, Cory Monteith, Heather Morris, Matthew Morrison, Alex Newell, Chord Overstreet, Amber Riley, Naya Rivera, Mark Salling, Harry Shum mladší a Jenna Ushkowitz - Sestřička Jackie – Mackenzie Aladjem, Eve Best, Jake Cannavale, Bobby Cannavale, Peter Facinelli, Edie Falco, Dominic Fumusa, Arjun Gupta, Lenny Jacobson, Ruby Jerins, Paul Schulze, Anna Deavere Smith, Stephen Wallem a Merritt Wever - Kancl – Leslie David Baker, Brian Baumgartner, Creed Bratton, Clark Duke, Jenna Fischer, Kate Flannery, Ed Helms, Mindy Kaling, Ellie Kemper, Angela Kinsey, John Krasinski, Jake Lacy, Paul Lieberstein, B. J. Novak, Oscar Nuñez, Craig Robinson, Phyllis Smith, Catherine Tate a Rainn Wilson                                 | |
| Nejlepší výkon kaskaderského souboru | |
| - Hra o trůny - Impérium – Mafie v Atlantic City - Perníkový táta - Zákon gangu - Živí mrtví | |